# Carlos Brito
Carlos Luís Cereja de Morais Brito, noto semplicemente come Carlos Brito (Porto, 21 settembre 1963), è un allenatore di calcio ed ex calciatore portoghese, di ruolo difensore.

## Palmarès

### Giocatore

#### Competizioni nazionali
- Segunda Liga: 1

Rio Ave: 1995-1996

### Allenatore

#### Competizioni nazionali
- Segunda Liga: 1

Rio Ave: 2002-2003